# Пол Вейд
Пол Вейд (англ. Paul Wade, нар. 20 березня 1962, Чешир) — австралійський футболіст англійського походження, що грав на позиції півзахисника, зокрема за «Саут Мельбурн» та національну збірну Австралії.

## Клубна кар'єра
Народився в Англії, звідки разом з батьками в 11-річному віці перебрався до Австралії. У дорослому футболі дебютував 1984 року виступами за команду «Грін Галлі», в якій того року взяв участь у 28 матчах чемпіонату.
Згодом два роки провів у лавах «Брансвік Ювентус», звідки 1987 року перебрався до «Саут Мельбурна». Відіграв за мельбурнську команду наступні вісім сезонів своєї ігрової кар'єри. Більшість часу, проведеного у складі «Саут Мельбурна», був основним гравцем команди і провів за неї понад 200 ігор у першості Австралії.
Протягом частини 1995 року захищав кольори клубу «Гайдельберг Юнайтед», а завершував ігрову кар'єру в «Канберра Космос», за яку виступав протягом до 1997 року.

## Виступи за збірну
1986 року дебютував в офіційних матчах у складі національної збірної Австралії.
Загалом протягом кар'єри в національній команді, яка тривала 11 років, провів у її формі 84 матчі, забивши 10 голів. Тривалий час був капітаном австралійської збірної, зокрема на переможному для неї Кубку націй ОФК 1996 року.
2000 року у Списку найкращих футболістів XX сторіччя за версією IFFHS посів одинадцяте місце серед представників Океанії.

## Титули і досягнення
- Володар Кубка націй ОФК: 1996